# Industrigruppen JAS
Industrigruppen JAS AB (IG JAS AB) шведський промисловий консорціум, заснований у серпні 1980 року компаніями Saab-Scania (пізніше Saab AB), Volvo Aero, Ericsson, Svenska Radioaktiebolaget Communications та Förenade Fabriksverken (FFV) для розробки, будівництва та серійного виробництва нового шведського бойового літака JAS 39 Gripen від імені ВПС Швеції. Тендер був поданий у червні 1981 року до Управління матеріально-технічного забезпечення оборони Швеції, а 30 червня 1982 року було підписано контракт на розробку, а також на п'ять прототипів літаків і 30 серійних літаків.
Між 2006 і 2009 роками всі компанії-учасники, крім Volvo Aero, були або викуплені, або придбані компанією Saab і об’єднані з нею. Консорціум був розпущений під керівництвом виконавчого директора Леннарта Сіндаля після поставки третьої й останньої партії, що складалася з 64 літаків JAS 39C і 14 літаків JAS39D, оскільки єдина мета була виконана.